# John Torrington

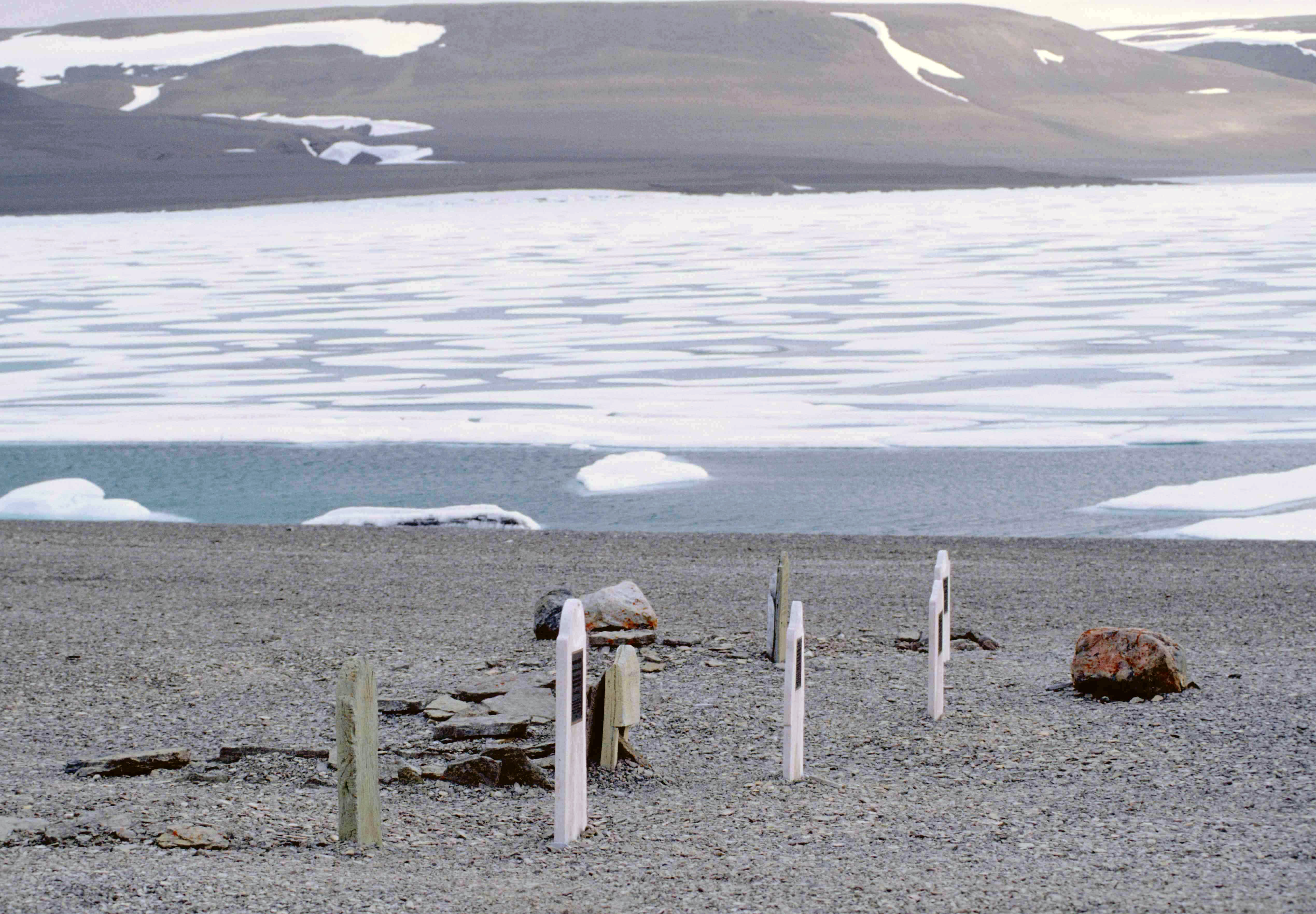
Tombes de John Torrington, William Braine et John Hartnell sur l'île Beechey.

John Shaw Torrington (1825 - 1er janvier 1846) est un marin, pompier et explorateur britannique de l'Arctique. 

## Biographie
Participant à l'expédition Franklin sur la recherche du Passage du Nord-Ouest, il est mort lors de celle-ci et fut enterré par ses compagnons sur l'île Beechey à côté de deux autres morts. Son corps a été exhumé en 1984 pour déterminer les raisons de sa mort (des sources parlent de pneumonie). Il est l'un des exemples les mieux préservés de corps dans la glace depuis l'Homme de Tollund.